# 着デコ
着デコとは、ソフトバンクモバイル(現・ソフトバンク)の携帯電話サービスSoftBank 3Gで提供される、電話をかけるときに相手の着信画面をデコレーションできるサービスのこと。「テキスト」、「イメージ」、「サウンド」等を設定し、通話の前に自分の気持ちを伝えることができるというサービス名称。2011年9月30日、サービス終了。申し込み不要で使用料金は1回10.5円、月額使用料無料だった。
NTTドコモの同種サービスでは10文字までの文字でのメッセージしか送れなかったが、これをテキストメッセージ以外も添付して送れるよう実現されていた。

## 対応機種（発売予定機種を含む）
- SoftBank 923SH
- SoftBank 930SH
- SoftBank 931SH